# Bull Creek
Bull Creek é uma vila localizada no estado americano de Missouri, no Condado de Taney.

## Demografia
Segundo o censo americano de 2000, a sua população era de 225 habitantes. 
Em 2006, foi estimada uma população de 224, um decréscimo de 1 (-0.4%).

## Geografia
De acordo com o United States Census Bureau tem uma área de 
0,4 km², dos quais 0,4 km² cobertos por terra e 0,0 km² cobertos por água.

## Localidades na vizinhança
O diagrama seguinte representa as localidades num raio de 12 km ao redor de Bull Creek. 